# Hermann Kuhnt

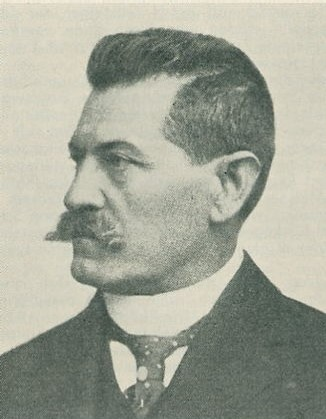
Hermann Kuhnt, um 1900

Hermann Kuhnt (* 14. April 1850 in Senftenberg; † 31. Oktober 1925 in Bonn) war ein deutscher Ophthalmologe und Hochschullehrer in Jena, Königsberg und Bonn.

## Leben
Kuhnt wurde als sechstes von acht Kindern in der Provinz Brandenburg in Senftenberg geboren. Die Schule besuchte er in Cottbus. Er begann an der Rheinischen Friedrich-Wilhelms-Universität Bonn Medizin zu studieren. 1870 wurde er im Corps Rhenania Bonn aktiv. Als Inaktiver wechselte er an die Friedrich-Wilhelms-Universität zu Berlin und die Julius-Maximilians-Universität Würzburg. Seine Doktorarbeit schrieb er bei Friedrich Sigmund Merkel am Anatomischen Institut der Universität Rostock. 1874 wurde er zum Dr. med. promoviert. Anschließend war er Assistent des Augenarztes Otto Becker an der Augenklinik der Universität Heidelberg.
1880 ging er an die Universität Jena, die ihn 1881 zum Extraordinarius ernannte. Ein Jahr später dort zum ersten Ordinarius für Augenheilkunde ernannt, leitete er als  Direktor die neugegründete Augenklinik. Kuhnts Pläne für ein eigenes Gebäude der Universitätsaugenklinik wurden erst durch seinen Nachfolger August Wagenmann umgesetzt. Die neue Klinik wurde am 1. Oktober 1898 bezogen. 1886 wurde er in die Deutsche Akademie der Naturforscher Leopoldina gewählt.
Kuhnt wechselte 1892 an die Albertus-Universität Königsberg und wurde Direktor der dortigen Universitätsaugenklinik. Er war Nachfolger von Arthur von Hippel (1841–1916), der dort nur für 2 Jahre tätig war, und Julius Jacobson (1828–1889), der von 1877 bis 1889 einziger Ordinarius einer eigens für die Augenheilkunde errichteten Universitätsklinik in Preußen war. Kuhnt war 1906/07 Rektor der Albertus-Universität.
1907 folgte er schließlich dem Ruf der vertrauten Universität Bonn. Dort erwarb und bewohnte er die Villa Coblenzer Straße 89a.

## Bedeutung

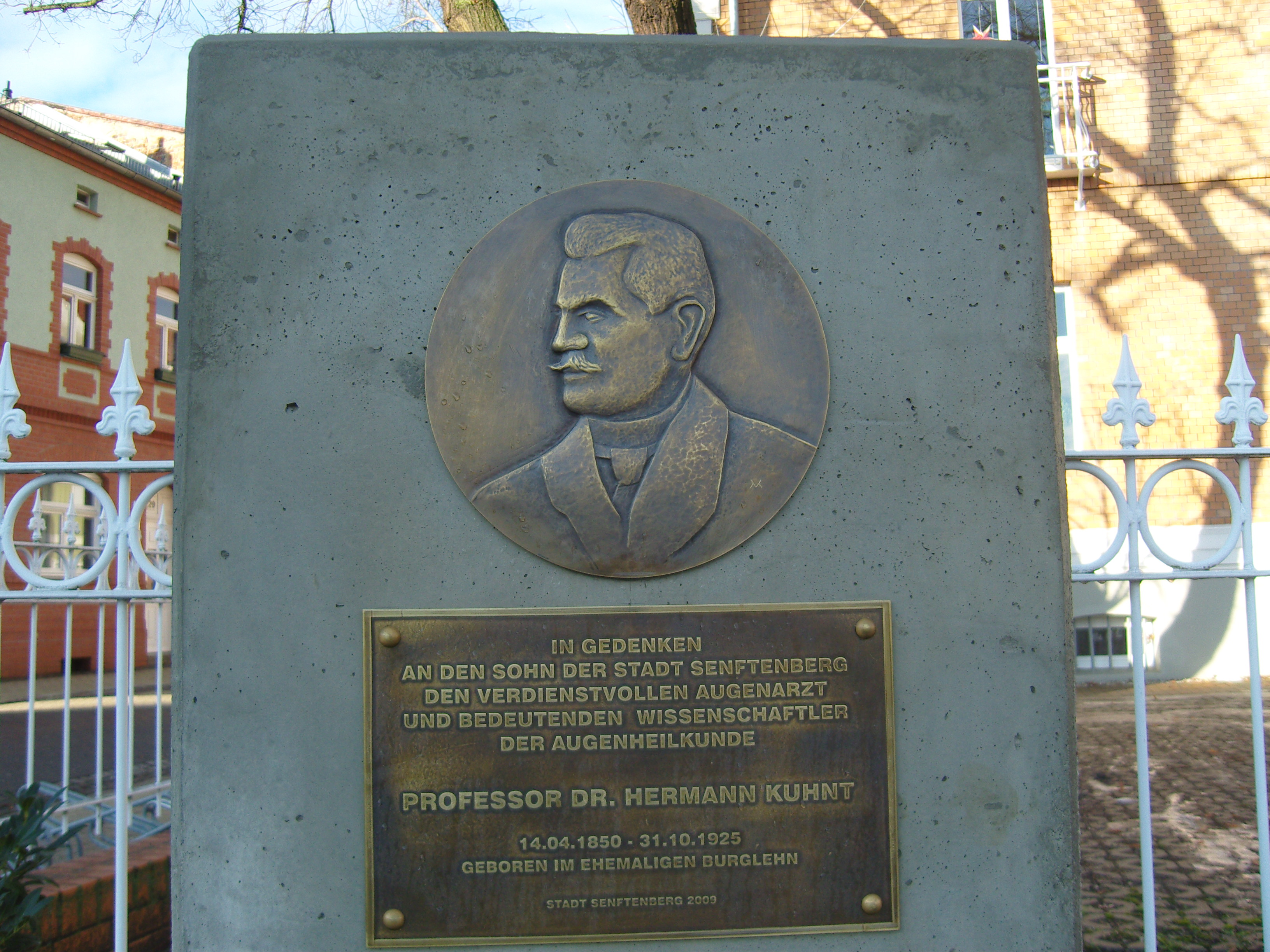
Denkmal für Kuhnt in Senftenberg

Als Ophthalmologe leistete Kuhnt mit Paul Junius Richtungweisendes zur Diagnostik des  Gelben Flecks. Nach beiden ist die Makuladegeneration im Endstadium benannt. Die schmalen Räume zwischen Ziliarkörper und Zonula ciliaris tragen ebenfalls Kuhnts Namen. Mit Julius von Michel gab Kuhnt seit 1899 die Zeitschrift für Augenheilkunde heraus.
Anlässlich einer Tagung über Kuhnts Leben und Werk an der Hochschule Lausitz wurde am 12. September 2009 eine Stele in Senftenberg eingeweiht. Sie befindet sich unweit der Burglehnstraße, in der sich Kuhnts Elternhaus stand.

## Werke

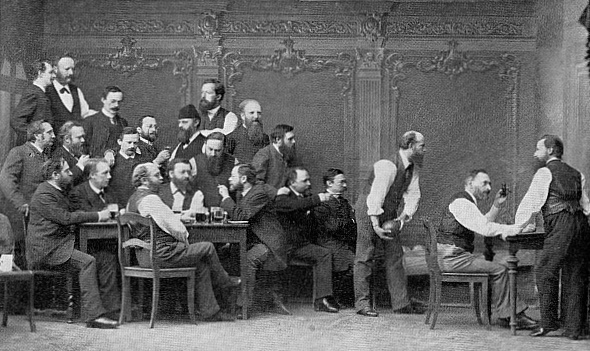
Kuhnt beim Universitätskegeln in Königsberg

- Beiträge zur Operativen Augenheilkunde, 1883.
- Über die Therapie der Conjunctivitis granulosa, 1897.
- Über die Verwerthbarkeit der Bindehaut in der praktischen und in der operativen Augenheilkunde, 1898.
- Scheibenförmige Entartungen der Netzhautmitte, Bonn 1926.